# فردا فوه شن
فردا فوه شن (به انگلیسی: Freda Foh Shen) (زاده ۲۵ آوریل ۱۹۴۸) بازیگر آمریکایی است.
از فیلم‌های معروف او می‌توان به بازی در فیلم تیم رؤیایی، باکره آمریکایی و رفیق، ماشین من کجاست؟ اشاره کرد.